# 忽都思 (巴鲁剌思氏)
忽都思（Qudos、Qūtūs），蒙古巴鲁剌思氏，13世紀初蒙古帝国千户長之一。
在1189年，铁木真称汗之前，忽都思和哥哥忽必来就前来投奔铁木真麾下。忽必来为了成吉思汗四狗之一人，而他的战绩记载较少，忽都思的事蹟更是不详。1206年，蒙古帝国建立時，忽都思受封功臣千户長，功臣表名列第42位。日本学者村上正二认为忽都思和速合讷惕部的忽都思·合勒札是同一个人，但二人出身部族不一致，中国学者余大钧认为是两个人物。